# IC 5033
IC 5033 је спирална галаксија у сазвјежђу Индијанац која се налази на листи објеката дубоког неба у Индекс каталогу.
Деклинација објекта је - 57° 20' 4" а ректасцензија 20h 43m 55,1s. Привидна величина (магнитуда) објекта IC 5033 износи 14,5 а фотографска магнитуда 15,3. IC 5033 је још познат и под ознакама ESO 144-1, PGC 65272.